# Monomania
Monomania är ett studioalbum av den amerikanska indierockgruppen Deerhunter som utgavs 2013.

## Låtlista
Alla låtar är skrivna och komponerade av Bradford Cox förutom "The Missing", skriven av Lockett Pundt. 
| Nr  | Titel                    | Längd |
| --- | ------------------------ | ----- |
| 1.  | Neon Junkyard            | 2:52  |
| 2.  | Leather Jacket II        | 3:09  |
| 3.  | The Missing              | 3:41  |
| 4.  | Pensacola                | 4:00  |
| 5.  | Dream Captain            | 3:02  |
| 6.  | Blue Agent               | 3:30  |
| 7.  | T.H.M.                   | 4:19  |
| 8.  | Sleepwalking             | 3:08  |
| 9.  | Back to the Middle       | 2:37  |
| 10. | Monomania                | 5:19  |
| 11. | Nitebike                 | 4:17  |
| 12. | Punk (La Vie Antérieure) | 3:27  |